# 大學 (阿布·哈尼法著作)
大学 （阿拉伯语：‎）是穆斯林法学家阿布·哈尼法的一部伊斯蘭教教義學著作，也是哈乃斐派一部教义学著作。該著作在印度次大陆及其周边地区較為流行，並且已被世界各地的穆斯林和伊斯兰学者引用。